# Soon Over Babaluma
Soon Over Babaluma — шестой студийный альбом краут-рок-группы Can, первый альбом, записанный без лидирующего вокалиста, с уходом Дамо Судзуки.

## Об альбоме
Большинство критиков считают этот альбом последним из череды лучших альбомов Can. Стиль альбома продолжает и развивает эмбиентное звучание предыдущего альбома, Future Days.

## Список композиций
Все композиции написаны группой Can, кроме «Dizzy Dizzy» — на стихи Дункана Фаллоуэлла
1. «Dizzy Dizzy» — 5:40
2. «Come sta, La Luna» — 5:42
3. «Splash» — 7:45
4. «Chain Reaction» — 11:09
5. «Quantum Physics» — 8:31

## Участники записи
- Хольгер Шукай — бас-гитара; вокал;
- Михаэль Кароли — гитара; скрипка; вокал;
- Яки Либецайт — ударные;
- Ирмин Шмидт — клавишные; вокал.